# Enthymius dubius
Enthymius dubius är en skalbaggsart som beskrevs av Waterhouse 1878. Enthymius dubius ingår i släktet Enthymius och familjen långhorningar.
Artens utbredningsområde är Madagaskar. Inga underarter finns listade i Catalogue of Life.